# أرماندو سانتياغو
أرماندو سانتياغو هو معلم موسيقى وملحن كندي، ولد في 18 يونيو 1932 في لشبونة في البرتغال.